# Strzelectwo na Letniej Uniwersjadzie 2007 – karabin 50 metrów trzy postawy kobiet drużynowo
Zawody strzeleckie w konkurencji "karabin 50 metrów trzy postawy kobiet drużynowo" odbyły się 12 sierpnia na obiekcie Shooting Range w Bangkoku.
Złoto wywalczyły Czeszki (Lucie Válová, Adéla Sýkorová, Zuzana Šostková). Srebro zdobyły Niemki. Brąz przypadł Tajkom. 
Czeszki wynikiem 1709 punkty ustanowiły nowy rekord uniwersjady.

## Wyniki
| Rk. | Kraj                                                                  | Punkty |
| 1   | Czechy Lucie Válová Adéla Sýkorová Zuzana Šostková                    | 1709   |
| 2   | Niemcy Beate Gauss Jessica Kregel Manuela Felix                       | 1702   |
| 3   | Tajlandia Paramaporn Ponglaokham Kusuma Tavisri Sasithorn Hongprasert | 1697   |
| 4   | Słowacja Daniela Pešková Zdenka Richtáriková Michala Krišová          | 1695   |
| 5   | Rosja Alona Nizkoszapska Walentina Protasowa Tatiana Jakowlewa        | 1694   |
| 6   | Wielka Brytania Jennifer Corish Sian Corish Emma Cole-Hamilton        | 1689   |
| 7   | Ukraina Natalija Czepurna Darija Szytko Tetiana Hałkina               | 1683   |
| 8   | Włochy Antonella Notarangelo Elsa Caputo Giorgia Ricciardi            | 1679   |
| 9   | Japonia                                                               | 1679   |
| 10  | Malezja                                                               | 1679   |
| 11  | Mongolia                                                              | 1668   |
| 12  | Serbia                                                                | 1668   |
| 13  | Kazachstan                                                            | 1646   |
| 14  | Chiny                                                                 | 1616   |
| 15  | Austria                                                               | DNS *  |

* - Hedwig Huber trzecia w zespole austriackim z powodu kontuzji zrezygnowała ze startu